# Hans Locher
Hans Locher (* 6. Februar 1920; heimatberechtigt in Heiden) ist ein Schweizer Ingenieur aus Kanton Appenzell Ausserrhoden. 

## Leben
Hans Locher ist ein Sohn von Johann Locher und der Clara Vogt. Er heiratete Alice Weisser. Im Jahr 1942 machte er den Abschluss als Fernmeldetechniker am Technikum Winterthur. Ab 1946 arbeitete er als Entwicklungsingenieur bei der Firma Zellweger Uster AG. Im Jahr 1964 stieg er zum technischen Direktor auf. 1978 wurde er zum Generaldirektor sowie Vorsitzender der Konzernleitung befördert. 
Locher leistete Pionierarbeit bei der Applikation der elektronischen Datenerfassung sowie der Signalübertragung und -verarbeitung in der Textilindustrie. Im Jahr 1950 entwickelte er ein Garngleichmässigkeitsprüfgerät. Die von ihm geschaffene elektronische Messmethodik bildete die Voraussetzung für die Entwicklung automatische Regulierungsvorgänge und Produktionsüberwachung in der Garnherstellung. Im Jahr 1980 erhielt er den Ehrendoktor der Eidgenössischen Technischen Hochschule Zürich.